# Дієго Мартінес Пенас
Дієго Мартінес Пенас (ісп. Diego Martínez Penas, нар. 16 грудня 1980) — іспанський професійний футбольний тренер і колишній футболіст. Наразі є головним тренером клубу Ла Ліги Лас-Пальмас та збірної Галісії.
Розпочавши тренерську кар’єру в нижчих дивізіонах, він обіймав кілька посад у «Севільї», включаючи асистента та тренера резервної команди. Пізніше він тренував «Осасуну», «Гранаду» та «Еспаньйол», досягнувши підвищення до Ла Ліги з другим клубом.

## Ігрова кар’єра
Народився у Віго, Понтеведра, Галісія, Мартінес був фланговим захисником, здатним грати на обох флангах. Він провів свою юнацьку кар’єру в «Сельті» та «Кадісі», представляючи першу протягом дев’яти років.

## Тренерська кар’єра

### Ранні роки
Мартінес завершив професійну футбольну кар’єру у віці 20 років і розпочав тренерську кар’єру з юнацькими командами Імперіо де Альболоте, одночасно граючи за їхню першу команду. У цей час він також здобував вищу освіту. У 2004 році він перейшов до Аренас Армілла, спочатку очоливши юнацький склад.
Бувши асистентом головного тренера в сезоні 2005–06, Мартінес був призначений головним тренером першої команди в липні 2006 року в Терсері Дивізіон. Наступного року він став тренером «Мотріля», де працював два роки.

### Севілья
У жовтні 2009 року Мартінес приєднався до «Севільї», одразу увійшовши до тренерського штабу. Наступного сезону він очолив команду C у 2010–11, а згодом тренував юнацьку команду.
22 травня 2012 року Мартінеса призначили асистентом головної команди, замінивши Хаві Наварро. 13 червня 2014 року його призначили головним тренером резервної команди в Сегунда Дивізіон B, і він зумів вивести команду до Сегунда Дивізіон у 2016 році.
Уникнувши вильоту з резервною командою, Мартінес вирішив не продовжувати контракт і 14 червня 2017 року був призначений головним тренером «Осасуни». 7 червня наступного року він покинув клуб, не зумівши кваліфікуватися до плей-оф.

### Гранада
14 червня 2018 року Мартінеса призначили тренером «Гранади», і він домігся підвищення до Ла Ліги наприкінці сезону. Наймолодший тренер сезону 2019–20, його команда показала найкращий старт в історії ліги, набравши 20 очок за десять матчів, що дозволило «Назарам» очолювати турнір протягом двох тижнів. Як результат, 14 листопада 2019 року його контракт було продовжено на один рік до 2021 року.
16 грудня 2019 року Мартінес разом із Хосе Бордаласом отримав Трофей Мігеля Муньйоса від «Marca» за свої досягнення в попередньому сезоні. Завершивши свій дебютний сезон у вищому дивізіоні на сьомому місці, він уперше кваліфікував команду до Ліги Європи УЄФА. У цьому турнірі вони дійшли до чвертьфіналу, де були вибиті «Манчестер Юнайтед».
27 травня 2021 року Мартінес вирішив не продовжувати контракт. Потім він провів сезон в Англії, спостерігаючи за футбольними матчами та навчаючись у тренерів, зокрема Пепа Гвардіоли, Рафаеля Бенітеса, Френка Лемпарда та Хіско Муньйоса.

### Еспаньйол
31 травня 2022 року Мартінеса призначили тренером «Еспаньйола», також у вищому дивізіоні, на дворічний контракт. 3 квітня наступного року, після чотирьох поразок поспіль, він покинув клуб.

### Олімпіакос
20 червня 2023 року Мартінеса призначили головним тренером клубу Суперліги Греції «Олімпіакоса». 5 грудня, коли клуб посідав четверте місце в лізі та вибув із Ліги Європи, його звільнили.

### Лас-Пальмас
8 жовтня 2024 року Мартінес повернувся до Іспанії та її вищого дивізіону, ставши тренером «Лас-Пальмаса».

## Статистика тренерської кар’єри
Станом на матч зіграний 13 квітня 2025
| Команда          | Країна  | З              | По             | Статистика | Статистика | Статистика | Статистика | Статистика | Статистика | Статистика | Статистика | Прим.  |
| Команда          | Країна  | З              | По             | М          | В          | Н          | П          | ГЗ         | ГП         | РГ         | Відс.      | Прим.  |
| ---------------- | ------- | -------------- | -------------- | ---------- | ---------- | ---------- | ---------- | ---------- | ---------- | ---------- | ---------- | ------ |
| Аренас Армілла   | Іспанія | 1 липня 2006   | 30 червня 2007 | 38         | 20         | 6          | 12         | 56         | 26         | +30        | 52,63      | [ 25 ] |
| Мотріль          | Іспанія | 1 липня 2007   | 30 червня 2009 | 80         | 39         | 20         | 21         | 134        | 103        | +31        | 48,75      | [ 26 ] |
| Севілья C        | Іспанія | 1 липня 2010   | 30 червня 2011 | 38         | 12         | 15         | 11         | 42         | 40         | +2         | 31,58      | [ 27 ] |
| Севілья Атлетіко | Іспанія | 13 червня 2014 | 14 червня 2017 | 124        | 43         | 47         | 34         | 146        | 124        | +22        | 34,68      | [ 28 ] |
| Осасуна          | Іспанія | 14 червня 2017 | 7 червня 2018  | 44         | 17         | 16         | 11         | 47         | 37         | +10        | 38,64      | [ 29 ] |
| Гранада          | Іспанія | 14 червня 2018 | 27 травня 2021 | 146        | 69         | 30         | 47         | 202        | 167        | +35        | 47,26      | [ 30 ] |
| Еспаньйол        | Іспанія | 31 травня 2022 | 3 квітня 2023  | 31         | 9          | 9          | 13         | 40         | 46         | −6         | 29,03      | [ 31 ] |
| Олімпіакос       | Греція  | 20 червня 2023 | 5 грудня 2023  | 21         | 13         | 4          | 4          | 47         | 23         | +24        | 61,90      | [ 32 ] |
| Лас-Пальмас      | Іспанія | 8 жовтня 2024  | дотепер        | 25         | 9          | 5          | 11         | 37         | 40         | −3         | 36,00      |        |
| Загалом          | Загалом | Загалом        | Загалом        | 547        | 231        | 152        | 164        | 751        | 606        | —          | 42,23      | —      |

## Нагороди

### Тренер
Особисті
- Трофей Мігеля Муньйоса: 2018–19[16]